# Abbaye de Tarouca
L'abbaye de Tarouca est une ancienne abbaye cistercienne située au Portugal, dans la commune de Tarouca (district de Viseu). Fondée en 1140, elle est fermée en 1834 par l'extinction des ordres religieux (pt).

## Localisation

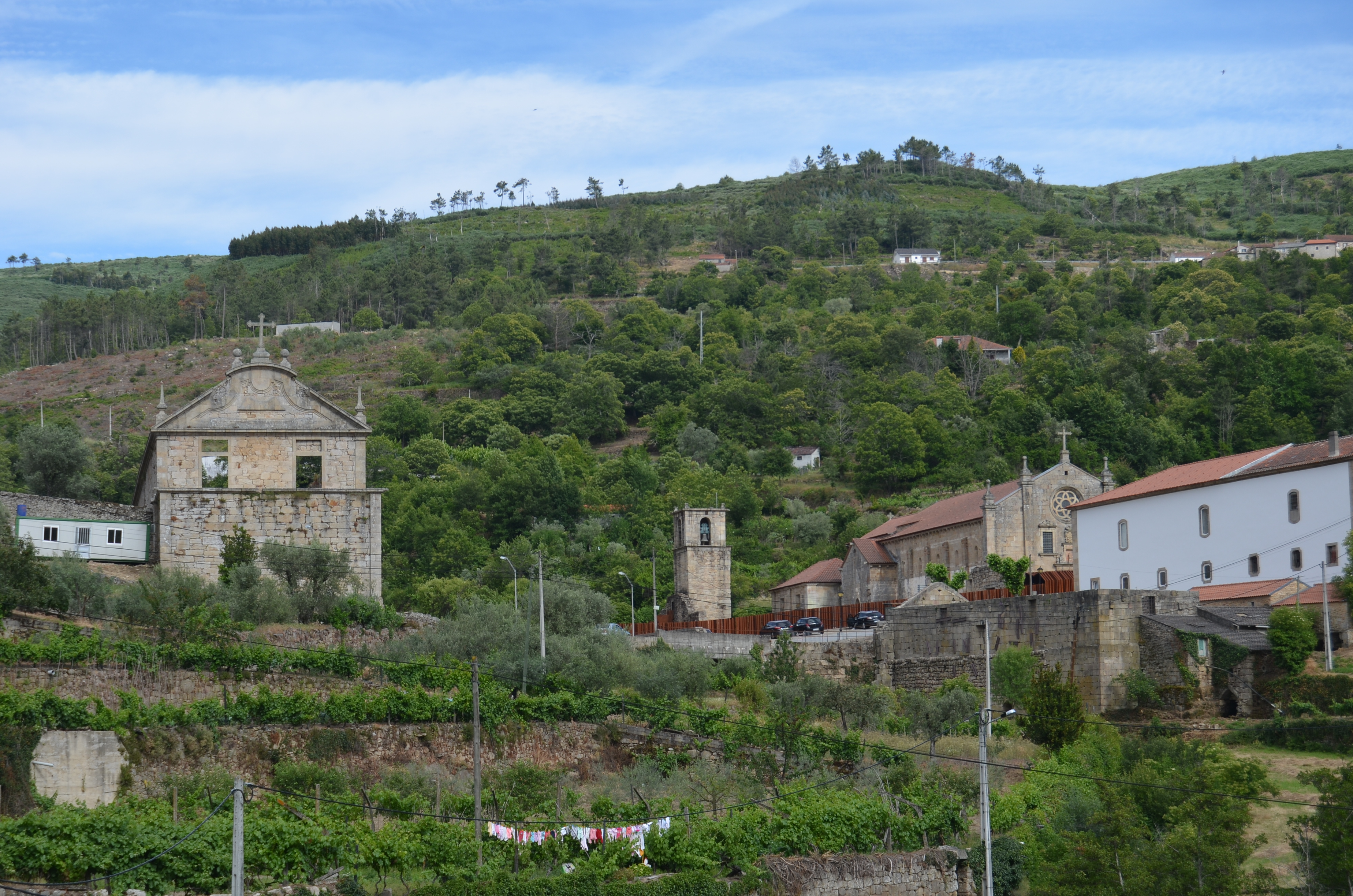
Le site de l'abbaye de Tarouca.

L'abbaye est située dans la vallée du Rio Varosa (pt), dans une zone de fortes pentes,.

## Histoire

### Fondation
L'abbaye de Tarouca passe pour la première fondation cistercienne de l'actuel territoire du Portugal, entre 1140 et 1144. Le lieu d'implantation est caractérisé par une forte tradition monastique dont témoigne le nom de l'abbaye, dédiée à Saint Jean alors que l'immense majorité des abbayes cisterciennes du XIIe siècle était consacrée à la Vierge Marie. Le fondateur et premier abbé est Bernard de Tarouca, un moine français de naissance noble, entré dans l'ordre cistercien et envoyé par Bernard de Clairvaux pour effectuer cette fondation. Il est déclaré bienheureux et fêté le 28 avril,.

### Prospérité
Dès sa fondation, l'abbaye reçoit de nombreux dons, en particulier du roi Alphonse Ier. Ces apports lui permettent de développer une grande prospérité aux XIIe et XIIIe siècles, et de constituer dans le nord du Portugal un vaste patrimoine.
Les travaux de l'église abbatiale commencent en 1152 ou 1154 suivant les sources. Jean Froilaz en est le maître d'œuvre, comme en témoignait une inscription aujourd'hui disparue.

### Reconstruction
L'église abbatiale est rebâtie au XVIe siècle ; la campagne de décoration menée à cette époque enrichit notamment l'édifice d'autels de style Renaissance, de sculptures et de panneaux de céramique représentant la fondation du monastère.

### Fin de l'abbaye

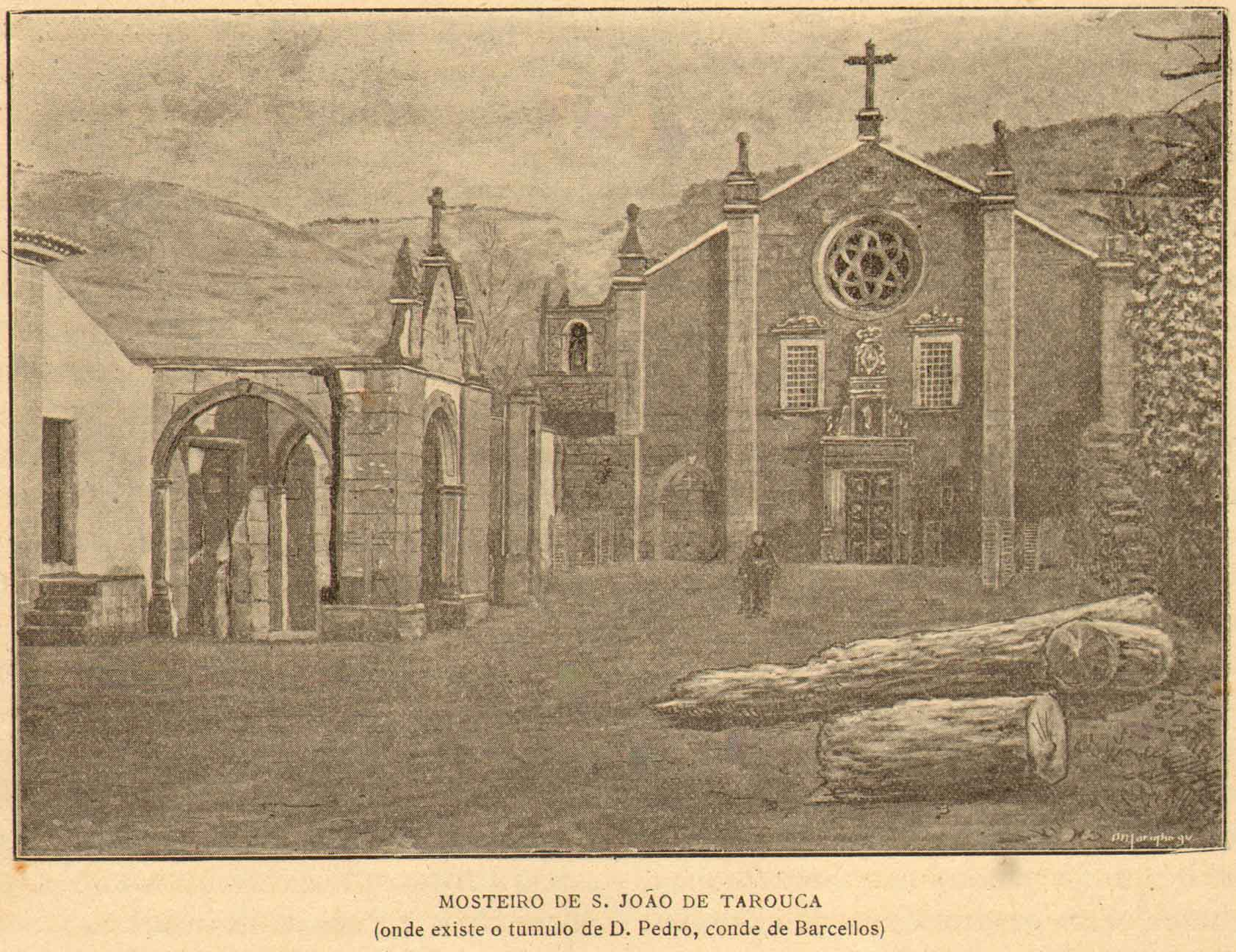
L'abbaye en 1899, par Alfredo Roque Gameiro.

En 1834, l'extinction des ordres religieux (pt) ferme l'abbaye ; l'abbatiale est convertie en église paroissiale.

## Architecture

### Abbatiale
Les parties les plus anciennes de l'abbatiale sont de style roman. L'architecture de Tarouca, comme celle d'Alcobaça, est considérée comme la matrice de celle des autres établissements cisterciens portugais,.
La façade principale, du côté occidental, est percée d'un oculus contenant une croix entourée de rubans entrelacés. De manière générale, la sculpture orne assez richement l'édifice, du fait de la campagne de décoration du XVIe siècle.